# تلمبه علی هدایتی
تلمبه علی هدایتی، روستایی در دهستان ناصریه بخش ناصریه شهرستان گنبکی در استان کرمان ایران است.

## جمعیت
بر پایه سرشماری عمومی نفوس و مسکن در سال ۱۳۹۵، جمعیت این روستا برابر با ۲۰۷ نفر (۷۵ خانوار) بوده است.